# Young Im Min
Young Im Min est né le 6 juin 1981. C'est un footballeur samoan-américain. Il fait partie de l'équipe des petit poney ayant perdu 31-0 face à l'Australie. Il n'a joué que quatre fois pour son pays, c'était en 2001.